# Silvan Schwerzmann
Silvan Schwerzmann (* 6. Juli 1800 in Zug; † 5. April 1866 ebenda) war ein Schweizer Politiker und Richter. Von 1848 bis 1853 gehörte er dem Nationalrat an.

## Biografie
Der Sohn eines Salzhändlers absolvierte das Untergymnasium in Zug und das Lyzeum in Luzern. Von 1825 bis 1842 war er als Unterschreiber, danach bis 1848 als zweiter Landschreiber des Kantons Zug tätig. 1850/51 hatte er das Präsidium des Zuger Obergerichts inne, von 1851 bis 1857 das Präsidium des Kantonsgerichts. Darüber hinaus war er von 1849 bis 1860 Präsident der Korporation Zug. Schwerzmann war ein Exponent der katholisch-konservativen Bewegung. Bei der Wahl zum Tagsatzungsgesandten anlässlich der Landsgemeinde 1833 setzte er sich gegen den liberalen Georg Joseph Sidler durch. Dies hatte zur Folge, dass der Kanton Zug sich auf die Seite der Gegner der Bundesrevision schlug.
Am 22. November 1847 unterzeichnete Schwerzmann die Kapitulation des Kantons Zug im Sonderbundskrieg. Trotz der Auflösung des Sonderbunds blieben die Katholisch-Konservativen im Kanton Zug weiterhin tonangebend. Schwerzmann wurde 1848 in den Grossen Rat gewählt, dem er ununterbrochen bis 1863 angehörte. Bei den ersten Schweizer Parlamentswahlen wurde er im Oktober 1848 zum ersten Zuger Nationalrat gewählt. Im Parlament gehörte er der katholisch-konservativen Opposition an, 1853 trat er zurück. Von 1850 bis 1863 amtierte er als Präsident des Zuger Erziehungsrates. Dabei setzte er sich für den Ausbau des höheren Schulwesens ein.